# Les Trois-Bassins
Les Trois-Bassins,  es una comuna francesa situada en el departamento de Reunión, de la región de Reunión. 
El gentilicio francés de sus habitantes es Trois Bassinois.

## Situación
La comuna está situada en el oeste de la isla de Reunión.

## Demografía
| Gráfica de evolución demográfica de Les Trois-Bassins entre 1961 y 2013 |
|                                                                         |

Fuente: Insee

## Comunas limítrofes
| Noroeste: Saint-Paul | Norte: Saint-Paul | Noreste: Saint-Paul |
| Oeste: Océano Índico |                   | Este: Cilaos        |
| Suroeste: Saint-Leu  | Sur: Saint-Leu    | Sureste: Saint-Leu  |